# AnyDecentMusic?
AnyDecentMusic?是一個整理雜誌、網站和報紙專輯評論的網站。網站主要關注流行音樂，囊括搖滾、流行、電子、舞曲、民謠、乡村、根源、嘻哈、節奏藍調和饒舌。其透過多個來源的共識去評價專輯，主要來自50家網站、雜誌和報紙，這些出版物主要位於美國和英國，但也有些來自加拿大、愛爾蘭和澳洲。

## 參加
- 汇总媒体
- Metacritic
- 爛番茄

## 外部連結
- AnyDecentMusic?主頁（页面存档备份，存于）